# Scott Frandsen
Scott Frandsen, kanadski veslač, * 21. julij 1980,  Kelowna, Britanska Kolumbija.
Frandsen se je z veslanjem začel ukvarjati pri 16 letih na srednji šoli Brentwood College. Za Kanado je na Olimpijskih igrah prvič nastopil leta 2004 v Atenah, kjer je veslal v osmercu, ki je osvojil peto mesto. Štiri leta kasneje  je v dvojcu brez krmarja nastopil na Poletnih olimpijskih igrah 2008 v Pekingu. Kanadski čoln je takrat osvojil srebrno medaljo. Frandsenov soveslač takrat je bil David Calder, ta medalja pa je bila prva kanadska medalja na teh igrah.